# الإمبراطورية الكوشانية
الإمبراطورية الكوشانية ((بالسنسكريتية: कुषाण राजवंश)‏, Kuṣāṇ Rājavaṃśa; البوذية الهجين السنسكريتية: Guṣāṇa-vaṃśa; البارثية: Kušanxšaθr) تأسست بدايةً في أوائل القرن الأول الميلادي تحت قيادة كوجولا كادفيسي في أراضي باكتريا القديمة حول نهر أوكسوس (أمو داريا Amu Darya)، وتمركزت لاحقًا بالقرب من كابول، أفغانستان. «امتدت إمبراطورية كوشان من وادي نهر كابل بهدف هزيمة قبائل آسيا الوسطى التي غزت من قبل أجزاءً من الهضبة الإيرانية الشمالية الوسطى والتي كان البارثينيون يحكمونها قديمًا.»
امتدت إمبراطورية كوشان في القرن الأول وبداية القرن الثاني الميلادي عبر الأجزاء الشمالية من شبه قارة الهند على الأقل بقدر ما قريب من ساكيتا وسارناث وفاراناسي (بيناريس Benares)، وقد عُثر على نقوش يعود تاريخها إلى عهد إمبراطور كوشان كانيشكا، الذي بدأ في حوالي عام 127 ميلادي. وفي عام 152 م، أرسل كانيشكا جيوشه إلى شمال سلسلة جبال قراقرم. وتمكنت تلك الجيوش من غزو أراضي كاشغر وكوتان وياركانت، في منطقة حوض تاريم المعروف هذه الأيام بـ شينجيانغ، الصين. وتم فتح طريق مباشر من كاندهارا إلى الصين حيث ظل تحت سيطرة كوشان لأكثر من 100 عام. وشجع الأمن الذي حققه الكوشانيون للسفر عبر طريق كونجيراب وسهل ذلك من انتشار بوذية ماهايانا في الصين.
وكانت كوشان تُعد أيضًا فرعًا من كنفدرالية يوزهي. ونظرًا لأنهم من البدو الرحل الذين كانوا يعيشون في السابق في الجزء الشرقي من آسيا الوسطى، انتقلت يوزهي جهة الجنوب الغربي واستقرت في باكتريا القديمة. وكان لديهم علاقات دبلوماسية مع الإمبراطورية الرومانية والساسانيين وأسرة هان. وعلى الرغم من انتشار الفلسفة والفنون والعلوم داخل حدودها آنذاك، فإن السجلات النصية الوحيدة المتوفرة لتاريخ الإمبراطورية تظهر فقط من خلال النقوش والروايات المكتوبة بلغات أخرى، وبخاصة اللغة الصينية. وانقسم حكم كوشان إلى ممالك شبه مستقلة في القرن الثالث الميلادي حيث سقطت لاحقًا على يد الساسانيين الذين انقضوا عليها من ناحية الغرب. وفي القرن الرابع، انقضت عليها إحدى الأسر الهندية وهي غوبتا، من ناحية الشرق. وفي نهاية الأمر، سُحق ما تبقى من إمبراطورية الكوشان والإمبراطورية الساسانية من قبل الهيبثاليتيين، وهم أحد الشعوب الهندو أوروبية من الجهة الشمالية.

## الأصول
تصف المصادر التاريخية الصينية كوشان بأنها واحدة من القبائل الأرستقراطية الخمس من شعب يو زهي. يُجمع العلماء اليوم على أن شعب يو زهي يعود لأصول هندوأوربية، إذ يقترح أغلب المؤرخين أنهم ينتمون للتخاريين، في حين يعتقد آخرون أنهم ربما كانوا شعبًا إيرانيًا بدويًا اندمج ضمن التخاريين، وهذا ما يفسر امتلاكه لعناصر إيرانية وتخارية في نفس الوقت.
وصفت الكتب الصينية القديمة مثل: «سجلات التاريخ العظيم» و«كتاب هان» شعب يو زهي على أنهم قبائل تعيش في مراعي قانسو شمال غرب الصين، حتى قُتل ملكهم على يد قبائل شيونغنو الذين كانوا في حالة حرب مع الصين أيضًا، وهو الأمر الذي أجبرهم في النهاية على الهجرة غربًا حوالي 176 – 160 ق.م. وصلت قبائل يو زهي حوالي 135 ق.م إلى المملكة الإغريقية البخترية التي كانت تعتبر أقصى امتداد للعالم الهلنستي في الشرق (تقع في شمال أفغانستان وأوزبكستان اليوم) حوالي 135 قبل الميلاد. أعيد توطين السلالات اليونانية النازحة إلى الجنوب الشرقي في المناطق الهندوكوشانية وحوض السند (أفغانستان وباكستان الحالية)، محتلةً بذلك الجزء الغربي من المملكة الإغريقية الهندية.
استخدم ملوك كوشان في الهند اسم أسرتهم الحاكمة (كوشانو) على عملتهم المعدنية. تشير العديد من النقوش القديمة باللغة السنسكريتية في النصوص البراهمية إلى إمبراطور كوشان باسم (كوشانو)، في حين أشارت بعض المصادر الأدبية الهندية إلى الكوشان في وقتٍ لاحق باسم توروشكا، وهو الاسم الذي خُلط بينه وبين الأتراك لاحقًا في المصادر السنسكريتية المتأخرة، ربما يعود ذلك لسيطرة الأتراك الغربيين على تركستان في القرن السابع. ومع ذلك لا يوجد مؤرخ واحد في الوقت الحاضر يعتبر الكوشان من الأتراك المغول أو من الهون على الرغم من أنه لا يوجد شك في أن أصولهم تعود لآسيا الوسطى.

## كوشان المبكرة
لا تزال هناك بعض الآثار التي تؤكد تواجد الكوشان في منطقة باكتريا وسوغديانا في القرن الثاني إلى الأول قبل الميلاد، حيث نزحوا من ساكا وانتقلوا إلى الجنوب. ومن الواضح أن الكوشان أقاموا العديد من القلاع على أنقاض المدن الهلنستية القديمة مثل آي خانوم. تمثل أغلب النقوش والتماثيل الكوشانية الرماة الذين يركبون الخيول، مثل تمثال أمير كوشاني وبجانبه جماجم محطمة وهو أسلوب شائع في آسيا الوسطى البدوية. وتظهر بعض المنحوتات فرسان الكوشان الذي يحاربون شعوب الساكا، تعرض هذه المنحوتات فرسان كوشان بشكل مهيب في حين يبدو جنود ساكا أقل حجمًا مع تعبيرات وجه بشعة. أشار الصينيون أول مرة إلى هذا الشعب باسم يو زهي وقالوا أنهم أسسوا إمبراطورية كوشان، على الرغم من أن العلاقة بين شعبي يو زهي وكوشان غير واضحة. كان هيرايوس أول حاكم معروف لكوشان، وربما كان حليفًا للإغريق، وقد تأثر بأساليبهم في الحكم وسك العملة. يُعتقد أن هيرايوس كان والدًا لأول أباطرة كوشان المعروف بكوجولا كادفيسيس. يُقدم كتاب هان الصيني تفاصيل عن نشوء إمبراطورية كوشان اعتمادًا على تقرير قدمه الجنرال الصيني بان يونغ إلى الإمبراطور الصيني في عام 125م:
بعد أكثر من مئة عام على غزو شعب يو زهي لباكتريا أعلن قائدهم نفسه ملكًا، وسميت سلالته بملوك كوشان. غزت مملكة كوشان الممالك المجاورة ثم استولوا على شمال الهند، أصبح شعب يو زهي غنيًا بفضل ذلك، ورغم أن الممالك المجاورة لهم تدعوهم بشعب كوشان لكن الهان يدعونهم باسمهم الأصلي يو زهي.